# Junellia caespitosa
Junellia caespitosa là một loài thực vật có hoa trong họ Cỏ roi ngựa. Loài này được (Gillies & Hook.) Moldenke mô tả khoa học đầu tiên năm 1940.